# Рабка-Здруй (гміна)
Гміна Рабка-Здруй (пол. Gmina Rabka-Zdrój) — місько-сільська гміна у південній Польщі. Належить до Новотарського повіту Малопольського воєводства.
Станом на 31 грудня 2011 у гміні проживало 17507 осіб.

## Площа
Згідно з даними за 2007 рік площа гміни становила 69.02 км², у тому числі:
- орні землі: 48.00%
- ліси: 43.00%

Таким чином, площа гміни становить 4.68% площі повіту.

## Населення
Станом на 31 грудня 2011:
| Опис     | Загалом | Загалом | Чоловіки | Чоловіки | Жінки | Жінки |
| -------- | ------- | ------- | -------- | -------- | ----- | ----- |
| одиниця  | осіб    | %       | осіб     | %        | осіб  | %     |
| все      | 17507   | 100     | 8391     | 47.93    | 9116  | 52.07 |
| міське   | 13239   | 100     | 6253     | 47.23    | 6986  | 52.77 |
| сільське | 4268    | 100     | 2138     | 50.09    | 2130  | 49.91 |

## Сусідні гміни
Гміна Рабка-Здруй межує з такими гмінами: Любень, Мшана-Дольна, Недзьведзь, Новий Тарґ, Раба-Вижна.